# Seilhan
Seilhan ist eine französische Gemeinde mit 209 Einwohnern (Stand 1. Januar 2022) im Département Haute-Garonne in der Region Okzitanien (zuvor Midi-Pyrénées). Die Einwohner werden als Seilhanais bezeichnet.

## Geographie
Umgeben wird Seilhan von den vier Nachbargemeinden:
|                | Gourdan-Polignan                            |      |
| Tibiran-Jaunac | Kompassrose, die auf Nachbargemeinden zeigt | Huos |
|                | Labroquère                                  |      |

## Geschichte
Bis 1896 war der Weiler Seilhan ein Ortsteil der Gemeinde Gourdan. Am 27. November 1896 wurde Seilhan zur selbständigen Gemeinde erklärt.  

## Bevölkerungsentwicklung
| Jahr                      | 1962 | 1968 | 1975 | 1982 | 1990 | 1999 | 2006 | 2011 | 2016 | 2019 |
| ------------------------- | ---- | ---- | ---- | ---- | ---- | ---- | ---- | ---- | ---- | ---- |
| Einwohner                 | 210  | 202  | 194  | 182  | 188  | 187  | 202  | 200  | 204  | 210  |
| Quelle: Cassini und INSEE |      |      |      |      |      |      |      |      |      |      |

## Sehenswürdigkeiten

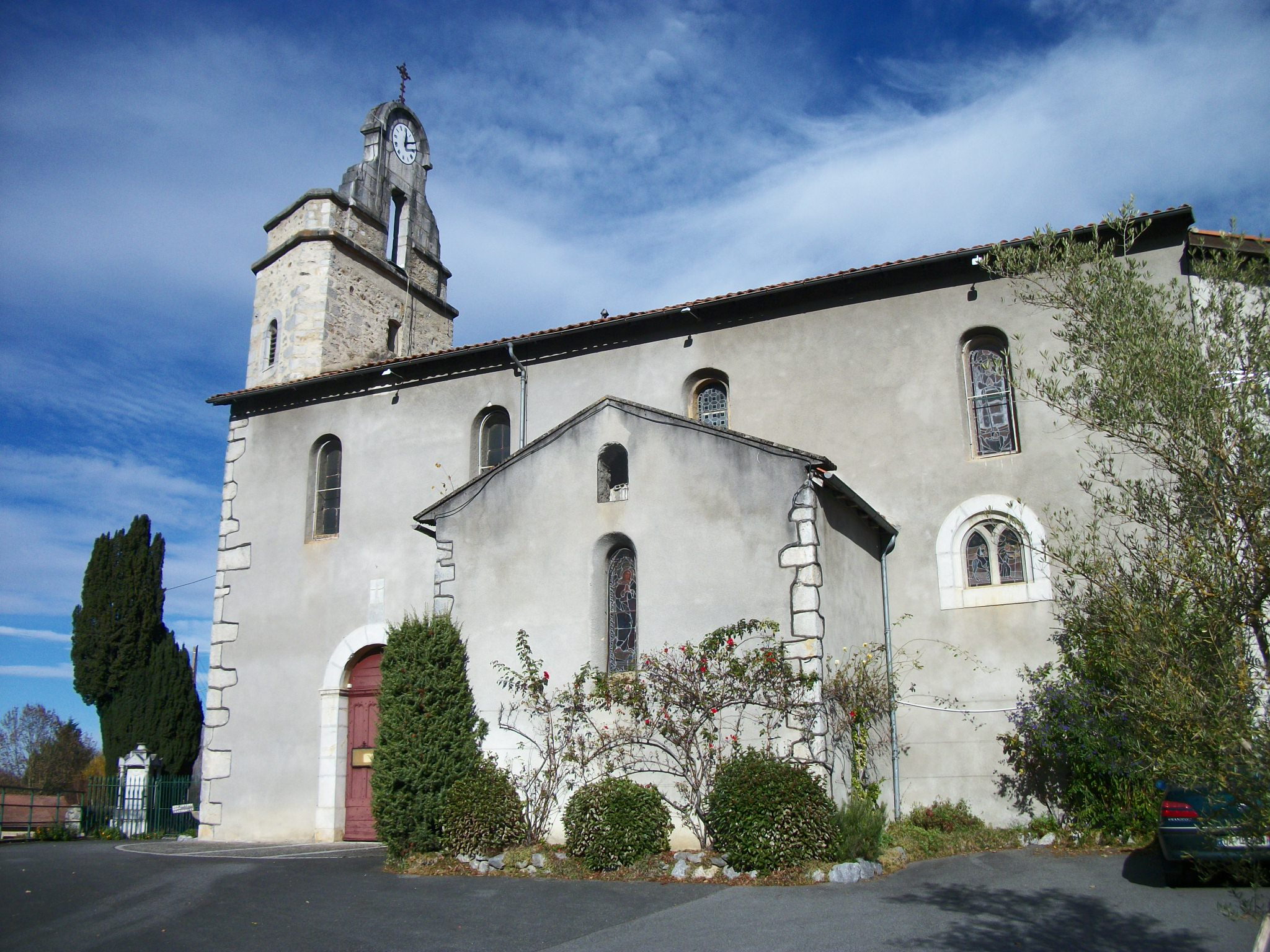
Kirche

- Kirche Saint-Bertrand, erbaut 1848